# Uvea (grupa etniczna)
Uvea, Uwea – rdzenni mieszkańcy archipelagu Wallis, wchodzącego w skład francuskiego terytorium zależnego Wallis i Futuna na zachodnim Pacyfiku. Są odłamem Polinezyjczyków.
W 1990 roku ich liczebność wynosiła ok. 9 tys. na wyspach Wallis oraz dalsze 7 tys. na emigracji na Nowej Kaledonii, mniejsza diaspora zamieszkuje także wyspy Vanuatu.
Posługują się językiem uvea z rodziny polinezyjskiej, w użyciu jest także język francuski. Do ich tradycyjnych zajęć należą m.in. ręczna uprawa roli (jams, palma kokosowa, drzewo chlebowe, trzcina cukrowa, banan) oraz rybołówstwo. Wykształciło się rzemiosło (obróbka drewna, wytwarzanie tapy, plecionkarstwo, hafciarstwo); sztuka tatuażu.
Wierzenia tradycyjne oparte m.in. na szamanizmie oraz kultach przodków i duchów przyrody zostały na pocz. XX w. wyparte przez katolicyzm. Struktura społeczna opiera się na bilateralnym systemie pokrewieństwa.
Taką samą nazwą określa się też ludność enklawy polinezyjskiej w Melanezji – wyspy Uwea w archipelagu Wysp Lojalności.